# Кирилова Віра Миколаївна
Ві́ра Микола́ївна Кири́лова (нар. 28 вересня 1908, Полтава — пом. 25 квітня 1965, Київ) — українська радянська художниця театру, графік. Дружина художника Володимира, мати художниці Світлани Бондаренків, бабуся художників Тараса та Юрія Гончаренків.

## Біографія
Народилася 15 [28] вересня 1908 року в місті Полтаві (Україна). 1934 року закінчила педагогічний, музейний і театральний факультети Київського художнього інституту (викладачі Михайло Бойчук, Костянтин Єлева, Євген Сагайдачний, Іван Севера).
Протягом 1935–1955 років працювала в Київському театрі музичної комедії художником-постановником, завідуючою декораційного цеху (оформила прем'єру театру — оперету «Продавець птахів» Карла Целлера, 1935); протягом 1955–1959 років — декоратором Київського театрального інституту; з 1960 року — художником на Українському телебаченні. Зазнала гонінь радянської влади за перебування на окупованій території. Померла в Києві 25 квітня 1965 року.

## Творчість
Більшість робіт художниці не збереглася. Залишилися 150 акварелей та рисунків, а саме ескізи театральних костюмів, виконані у 1930-ті роки, малюнки:
- «Баба Ганна» (1930);
- «Автопортрет» (1935);
- «Гуцулка» (1940);
- «Морський пейзаж»  (1950);
- «Личаківське кладовище. Львів» (1950).

Персональні виставки відбулися посмертно в Києві у 1997 та 2000 роках.